# Statistische onderzoeksplanning
Statistische onderzoeksplanning (Engels: design of experiments, DoE) wordt bij het ontwikkelen en optimaliseren van producten en processen gebruikt.
Omdat het doen van experimenten tijd, materiaal en productiecapaciteit in beslag neemt staat men voor een dilemma: voor een betrouwbaar onderzoeksresultaat is een groot aantal experimenten noodzakelijk maar tegelijkertijd mag het beslag op resources niet groter zijn dan strikt noodzakelijk. Door gebruik te maken van statistische onderzoeksplanning wordt met een zo klein mogelijk aantal experimenten met zo veel mogelijk betrouwbaarheid het verband tussen onafhankelijke variabelen ("knoppen" waar aan gedraaid kan worden) en afhankelijke variabelen (procesuitkomsten) bepaald.

## Proces

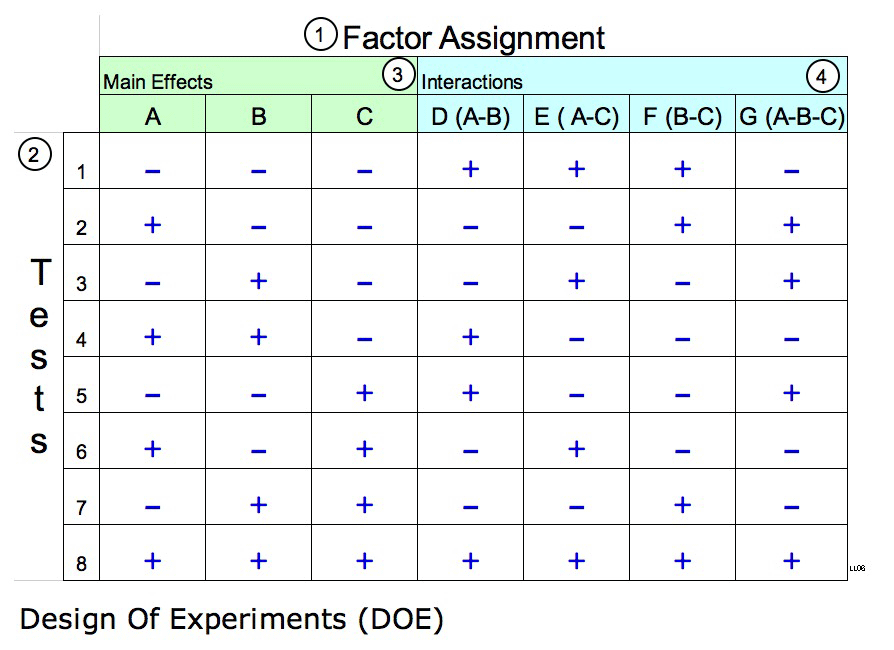
Experimenteel ontwerpen (Design Of Experiments) (1) Parameter toewijzing (2) De uit te voeren experimenten (3) Parameters (4) Interacties tussen de parameters

Het experimenteel ontwerpproces bestaat uit een aantal stappen, voorbereiding, opzetten van het experiment, de uitvoering daarvan, analyse van de resultaten en vastlegging van de conclusies. Uiteindelijk wordt er over gerapporteerd over de experimenten.

### Voorbereiding
In de voorbereidingsfase van het experimenteel ontwerpproces wordt onder meer op grond van literatuuronderzoek nagedacht over het doel van het experiment, wat de verschillende parameters zijn en hoe deze te meten.

### Opzetten experiment
In de fase van de onderzoeksopzet wordt, in een matrix, het aantal experimenten bepaald. In de matrix worden de parameters (factoren) tegen de uit te voeren toetsen uitgezet.

### Uitvoeren experiment
Op basis van de in de vorige fase bepaalde onderzoeksopzet worden de experimenten uitgevoerd en de resultaten vastgesteld.

### Analyse resultaten
De verkregen resultaten worden statistisch geanalyseerd. Vaak worden, vanwege de inzichtelijkheid, de resultaten in een grafiek gepresenteerd en in of grafieken en diagrammen gevisualiseerd.

### Conclusies
De uit de experimenten verkregen resultaten worden indien mogelijk gevalideerd ten behoeve van de rapportage of publicatie.

## Geschiedenis
De experimentele ontwerpmethode is voor het eerst beschreven door R.A. Fisher.

## Kaders
Belangrijk in het experimenteel ontwerpproces zijn de volgende kaders:
- Voordat het begin van de optimalisatie moet het proces onder controle zijn; willekeurige variaties mogen niet te groot zijn. Bij voorkeur past de standaarddeviatie van de procesuitkomst minimaal zes keer tussen de boven- en ondergrens van het gewenste bereik.
- De uitkomsten van het te optimaliseren proces moeten normaal verdeeld zijn.
- Het te optimaliseren proces moet van ten minste twee variabelen afhankelijk zijn.
- Om te voorkomen dat de factor tijd van invloed is op de uitkomst van het onderzoek moeten de experimenten op willekeurige volgorde uitgevoerd worden. Om de invloed van de tijd en de natuurlijke variatie te kunnen kwantificeren, kan men één setting (bij voorkeur het centrale punt) aan het begin, in het midden en aan het eind van de experimentele reeks herhalen.